# Meike Evers
Meike Evers (ur. 6 czerwca 1977) – niemiecka wioślarka, dwukrotna złota medalistka olimpijska.
Oba medale wywalczyła jako członkini czwórki podwójnej. Należała do tej osady na dwóch igrzyskach (IO 00, IO 04), a Niemki zdobyły dwa złote krążki (2000 i 2004). Wcześniej brała udział w igrzyskach w Atlancie w jedynce, była mistrzynią siata juniorów w tej konkurencji. Zdobywała tytuły mistrzyni świata (1997 - dwójki, 1999 - czwórki).